# Liste de sondages portant sur le rattachement de la Wallonie à la France

Carte de la France métropolitaine avec la Wallonie intégrée comme région française à part entière.

Cette page recense des sondages effectués portant sur un éventuel rattachement de la Wallonie à la France.
Ces sondages posent la question d'un éventuel rattachement de la Wallonie à la France dans l'hypothèse d'un éclatement de la Belgique. Ils ne permettent pas de tirer des conclusions sur la position des Wallons sur un rattachement dans le cas où la Belgique n'éclaterait pas. Le Rassemblement Wallonie France, fondé en 1999, n'est jamais parvenu à atteindre 1,5 % des voix lors des différentes élections législatives auxquelles il a pris part.

## Réalisés en Wallonie
| Région sondée | Date            | Institut de sondage | Pour le rattachement (%) | Contre le rattachement (%) | Indécis (%) | Nombre de participants | Source                           |
| ------------- | --------------- | ------------------- | ------------------------ | -------------------------- | ----------- | ---------------------- | -------------------------------- |
| Wallonie      | 25 juillet 2008 | Ifop                | 49                       | 45                         | 6           | 510                    | Ifop pour la Voix du Nord        |
| Wallonie      | juin 2010       | Ifop                | 32                       | 60                         | 8           | 502                    | Ifop pour le Figaro Magazine     |
| Wallonie      | 19 juillet 2011 | Ifop                | 39                       | 52                         | 9           | 500                    | Ifop pour le Journal du Dimanche |

## Réalisés en France
| Pays sondé | Date            | Institut de sondage | Pour le rattachement (%) | Contre le rattachement (%) | Indécis (%) | Nombre de participants | Source                           |
| ---------- | --------------- | ------------------- | ------------------------ | -------------------------- | ----------- | ---------------------- | -------------------------------- |
| France     | 9 novembre 2007 | Ifop                | 54                       | 41                         | 5           | 958                    | Ifop pour le Journal du Dimanche |
| France     | 25 juillet 2008 | Ifop                | 60                       | 37                         | 3           | 955                    | Ifop pour la Voix du Nord        |
| France     | 8 juin 2010     | Ifop                | 66                       | 33                         | 1           | 1006                   | Ifop pour France-Soir            |
| France     | 19 juillet 2011 | Ifop                | 60                       | 30                         | 10          | 1002                   | Ifop pour le Journal du Dimanche |

## Réalisés sur des sites internet
| Nom du site web                    | Date            | Pour le rattachement (%) | Contre le rattachement (%) | Indécis (%) | Nombre de participants | Source |
| ---------------------------------- | --------------- | ------------------------ | -------------------------- | ----------- | ---------------------- | ------ |
| Le Post                            | 16 juillet 2008 | 69.9                     | 26.5                       | 3.6         | 777                    | [ 7 ]  |
| Le Post                            | 9 juillet 2011  | 88.6                     | 11.4                       | 0           | 499                    | [ 8 ]  |
| 7sur7.be (média belge francophone) | 10 mai 2022     | 49                       | 51                         |             | 6841                   | [ 9 ]  |